# Heliozèlids
Els heliozèlids (Heliozelidae) són una família de lepidòpters heteroneures primitius de la superfamília dels adeloïdeus (Adeloidea). Inclou 123 espècies d'arnes diürnes de colors metàl·lics i caps llisos i lluents. La família es troba a tot el món.
A Europa les arnes adultes (gèneres Antispila i Heliozela) volen molt aviat a la primavera i no són gaire freqüents. Les larves són minadores de fulles i les mines buides són característiques perquè la larva deixa un gran forat al final.